# 不要驚動愛情
〈不要驚動愛情〉（英語："Do Not Awaken Love"）是香港歌手鄭秀文演唱的一首粵語歌曲，於2010年1月13日由東亞唱片作派台及數位發行，並收錄於2009年12月10日發行的粵語專輯《信 Faith》。該曲由高皓正填詞，歐陽業俊作曲，Johnny Yim編曲，蔡德才監製，為專輯第三支派台歌曲，於2010年派往電台播放。 及後，亦有同名國語版，收錄於2010年6月23日發行的國語專輯《信者得愛》。這首歌是一首教人學習相愛、相處、包容、如何建立一後長久關係的歌曲， 說著人要定性，應該要經歷時間之洗禮來讓愛情變得更深厚，而非時下人所追求一步登天的激情。
歌曲推出後獲得熱烈回響，成為中文歌曲龍虎榜、加拿大至HIT中文歌曲排行榜與澳門電台華語歌曲排行榜三台冠軍歌 ，並打進新城勁爆流行榜第2位，988最好聽音樂榜 第5位以及903專業推介 第8位，而且更榮獲多個獎項，包括 香港電台第三十三屆十大中文金曲頒獎禮
《十大中文金曲》及2011年度國際唱片業協會《香港數碼音樂大獎》《十大數碼暢銷歌曲》等。
國語版成為Channel[V]音樂飆榜冠軍歌，並打進 YES 933醉心龍虎榜第4位，而且更打進醉心龍虎榜2010年度頂尖100金曲，排第58位。

## 歌詞與主題
這首歌以抒情風格為主，是一首歌頌愛情的詩歌，歌詞主要是來自聖經的雅歌，比喻主耶穌這位君王對我們人類好像對愛侶一般的去愛，他不會驚動我們，也不會強迫我們。 反而他用他的愛來「吸引」我們 ，甚至為我們犧牲生命。

## 歌曲列表
| 線上下載 串流媒體 | 線上下載 串流媒體 | 線上下載 串流媒體 |
| 曲序              | 曲目              | 时长              |
| ----------------- | ----------------- | ----------------- |
| 1.                | 不要驚動愛情      | 3:49              |

## 反響與評價
《不要驚動愛情》發行後獲得了樂迷的喜愛，成為了鄭秀文福音流行代表作， 更在的演唱會中多次將其獻唱。當中以《鄭秀文Love Mi 2009 演唱會》現場演繹的版本反應最好，在YouTube上的影片點擊率超過7.7m 。

## 榜單

### 粵語版
| 週榜單（2010年）                | 最高 名次 |
| ------------------------------- | --------- |
| 香港（中文歌曲龍虎榜）          | 1         |
| 加拿大（至HIT中文歌曲排行榜）   | 1         |
| 澳門（澳門電台華語歌曲排行榜 ） | 1         |
| 香港（新城勁爆流行榜）          | 2         |
| 馬來西亞（988最好聽音樂榜 ）    | 5         |
| 香港（903專業推介 ）            | 8         |

### 國語版
| 週榜單（2010年）               | 最高 名次 |
| ------------------------------ | --------- |
| 中國大陸（Channel[V]音樂飆榜） | 1         |
| 新加坡（YES 933醉心龍虎榜）    | 4         |

## 音樂 錄影帶(MV)
- 國語版MV由比爾賈執導，在2010年6月22日於台灣華納唱片官方Youtube頻道發佈，而在2013年7月4日於香港東亞唱片官方Youtube頻道發佈。

| 歌名         | 執導   | 首播頻道                    | 首播日期      | 附註 |
| ------------ | ------ | --------------------------- | ------------- | ---- |
| 不要驚動愛情 | 比爾賈 | 台灣華納唱片官方Youtube頻道 | 2010年6月23日 |      |

## 所獲獎項
- 香港電台十大中文金曲頒獎禮《十大中文金曲》 - 〔不要驚動愛情〕
- 香港數碼音樂頒獎禮《十大最高次數點播歌曲》 - 〔不要驚動愛情〕
- 香港數碼音樂頒獎禮《十大最高次數下載歌曲》 - 〔不要驚動愛情〕
- 香港數碼音樂頒獎禮《全年最高次數下載歌曲》 - 〔不要驚動愛情〕
- 香港數碼音樂頒獎禮《十大最高KTV點播次數》 - 〔不要驚動愛情〕
- 國際唱片業協會《十大數碼暢銷歌曲》 - 〔不要驚動愛情〕

## 資料來源
1. ↑  . hk01. 13 July 2018.
2. ↑  . FanPiece. 10 October 2013.
3. ↑  . 檸音樂. 2010-02-06  [2020-06-21]. （原始内容存档于2019-09-09） （中文（香港））.
4. ↑  . am1470. February 8, 2010.
5. ↑  . 澳門電台. 2010-02-27.
6. ↑  . 檸音樂. 2010-01-30  [2020-06-21]. （原始内容存档于2019-09-09） （中文（香港））.
7. ↑  . 988電台. 2010-03-27.
8. ↑  . 檸音樂. 2010-01-16  [2020-06-21]. （原始内容存档于2019-09-09） （中文（香港））.
9. ↑  . ifpihk. 18 October 2011.
10. ↑  . [[Channel[V]]]. 2010-07-17.
11. ↑  . YES933. 2010-09-19.
12. ↑  . YES933. 2010.
13. ↑  . facebook. 5 December 2015.
14. ↑  . spotify. 10 December 2009.
15. ↑  . kkbox. 16 April 2019.
16. ↑  .   [2010-05-23].
17. ↑  . 檸音樂. 2010-02-06  [2020-06-21]. （原始内容存档于2019-09-09） （中文（香港））.
18. ↑  . am1470. February 8, 2010.
19. ↑  . 澳門電台. 2010-02-27.
20. ↑  . 988電台. 2010-03-27.
21. ↑  . [[Channel[V]]]. 2010-07-17.
22. ↑  . YES933. 2010-09-19.
23. ↑  .   [2010-06-23].